# Волховицы
Волховицы (карел. Volhova) — деревня в Молоковском районе Тверской области, входит в состав Обросовского сельского поселения.

## География
Деревня расположена в 32 км на северо-запад от районного центра посёлка Молоково.

## История
В 1858 году в селе была построена деревянная Преображенская церковь с 3 престолами, метрические книги с 1803 года. 
В конце XIX — начале XX века село входило в состав Чистинской волости Весьегонского уезда Тверской губернии. 
С 1929 года деревня входила в состав Перовского сельсовета Молоковского района Бежецкого округа Московской области, с 1935 года — в составе Калининской области, с 1954 года — в составе Ахматовского сельсовета, с 2005 года — в составе Ахматовского сельского поселения, с 2015 года — в составе Обросовского сельского поселения.

## Население
| 1859 | 2008 | 2010 |
| ---- | ---- | ---- |
| 473  | ↘14  | ↘10  |